# Paketshop

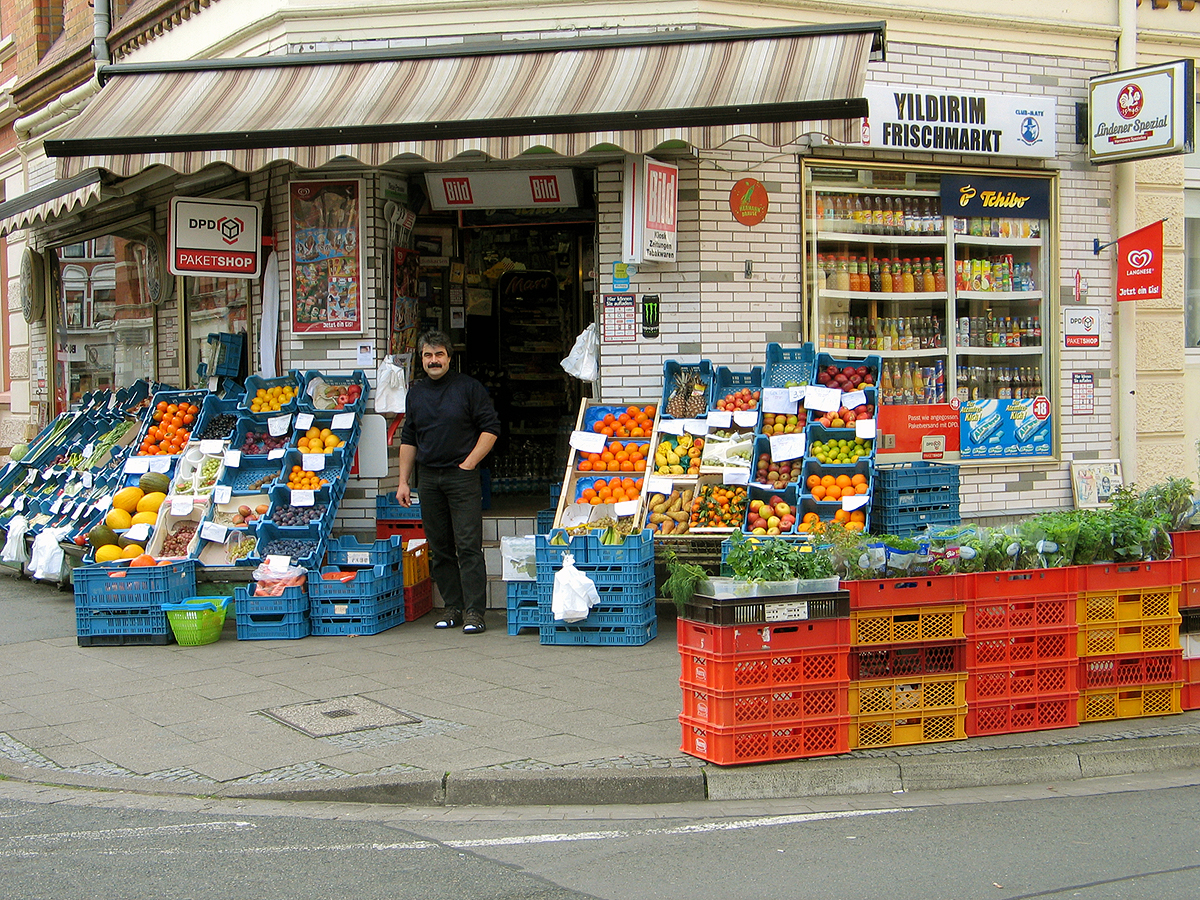
DPD-Paketshop in einem Frischemarkt

Ein Paketshop ist eine Annahmestelle für zu versendende Pakete und Päckchen und Retouren sowie eine Ausgabestelle für Sendungen, die nicht persönlich zugestellt werden konnten. Paketshops sind häufig als Nebenerwerb ausgerichtete Filialen innerhalb von kleineren Geschäften wie Schreibwarenläden, Fotoläden, Bäckereien oder Tankstellen. Paketshops können dazu dienen, zusätzliche Kunden und Einnahmen für den Laden zu generieren. Im Drogeriebereich betreibt Budni seit Ende Juni 2020 Paketshops für DPD in seinen 100 Filialen in Berlin, wobei die Kunden die Möglichkeit haben, Pakete zu verschicken, abzuholen und zurückzuschicken. In Deutschland nehmen Paketshops folgender Paketdienste Pakete von Privatkunden an: DHL, DPD, GLS, Hermes und UPS. Bei UPS werden die Paketshops Access-Point-Standorte genannt.
Paketshops blieben als systemrelevant auch während des Lockdowns während der COVID-19-Pandemie in Deutschland geöffnet.